# 托爾什馬河
托爾什馬河是俄羅斯的河流，屬於蘇霍納河的左支流，由科斯特羅馬州和沃洛格達州負責管轄，河道全長157公里，流域面積1,540平方公里，河水主要來自融雪，每年十月至翌年五月結冰。
59°38′52″N 42°13′23″E / 59.64778°N 42.22306°E